# Cupido

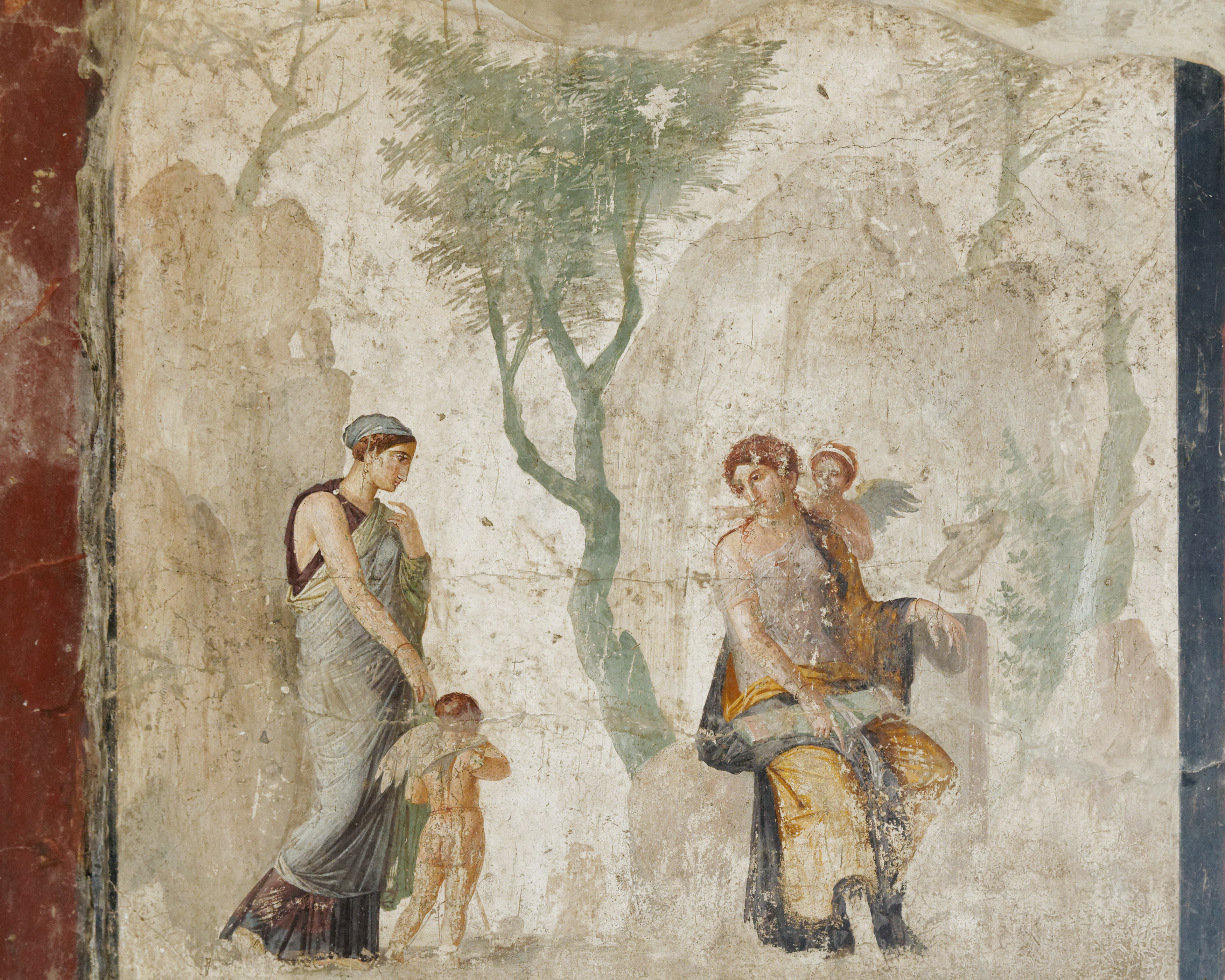
Affresco di epoca romana da Pompei, oggi conservato al Museo archeologico nazionale di Napoli. Sulla sinistra la dea Suada (lat., gr. Peitho, Persuasione) accompagna Amor (Eros) da Venus (Venere, Afrodite) per farlo punire per aver scagliato su un bersaglio errato la sua freccia. Alle spalle di Venus, Anteros.

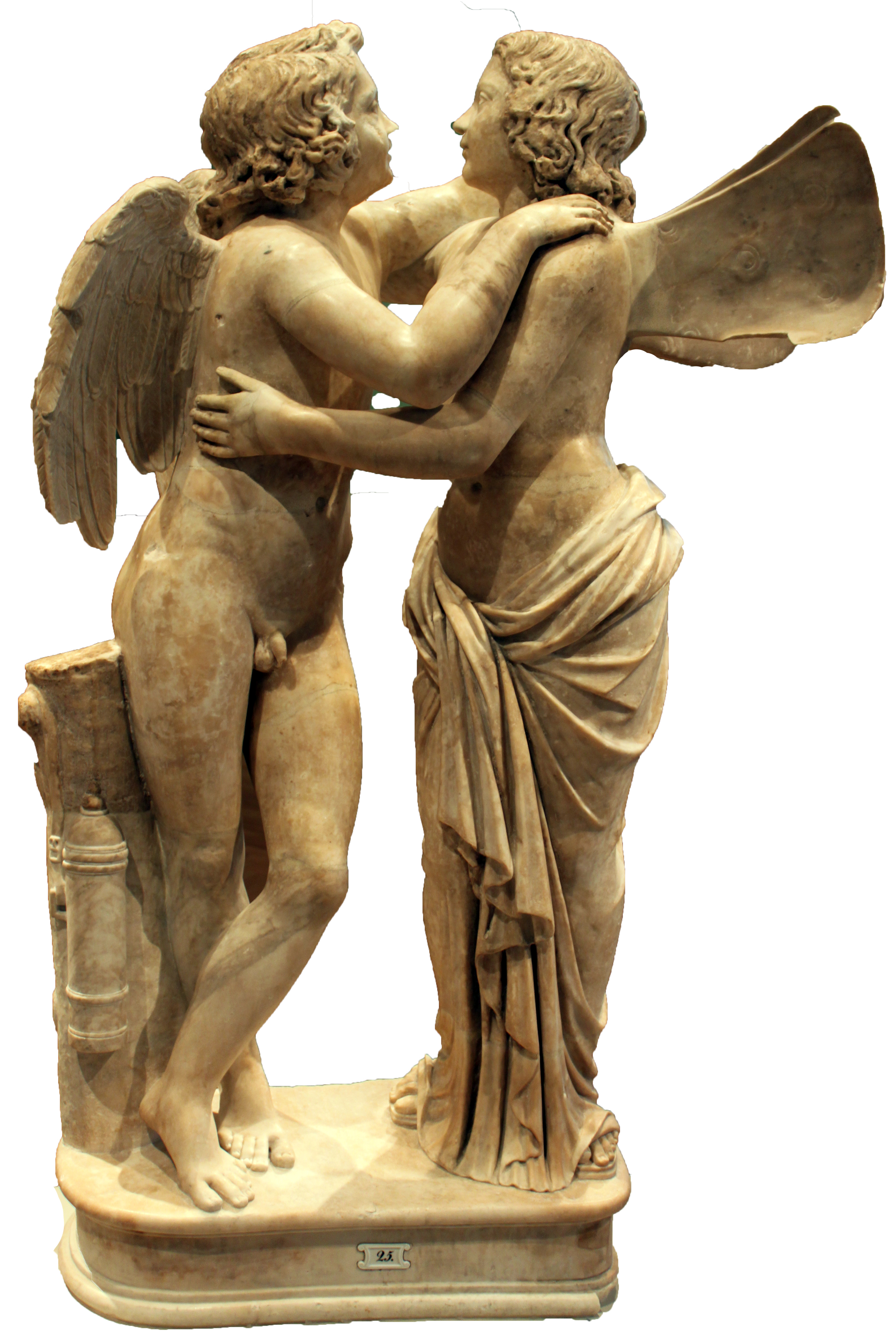
Amor e Psyche. Scultura romana su modello greco risalente al II secolo d.C. conservata all'Altes Museum di Berlino. La vicenda di Amor e Psyche è narrata nelle Metamorfosi di Apuleio (II d.C.). Il dio Amor (Eros) si innamora della bellissima fanciulla Psyche e le fa visita ogni notte con il patto che ella non cerchi mai di vedere il suo volto. Psyche tradisce il patto e Amor si allontana da lei. Per riconquistare l'amato, Psyche si sottopone a durissime prove impostele da Venere (Afrodite) finché lo stesso dio Giove (Zeus), mosso a compassione, non l'aiuta facendole così conquistare l'immortalità e quindi accogliendola sull'Olimpo come sposa di Amor. Amor e Psyche rappresentano l'amore umano e quello divino, inteso come il percorso spirituale che l'anima umana (Psyche) deve intraprendere per tornare ad essere puramente "divina" dopo aver scontato i propri errori. Il tema è spesso raffigurato nei sarcofaghi come immagine della felicità nell'oltretomba.

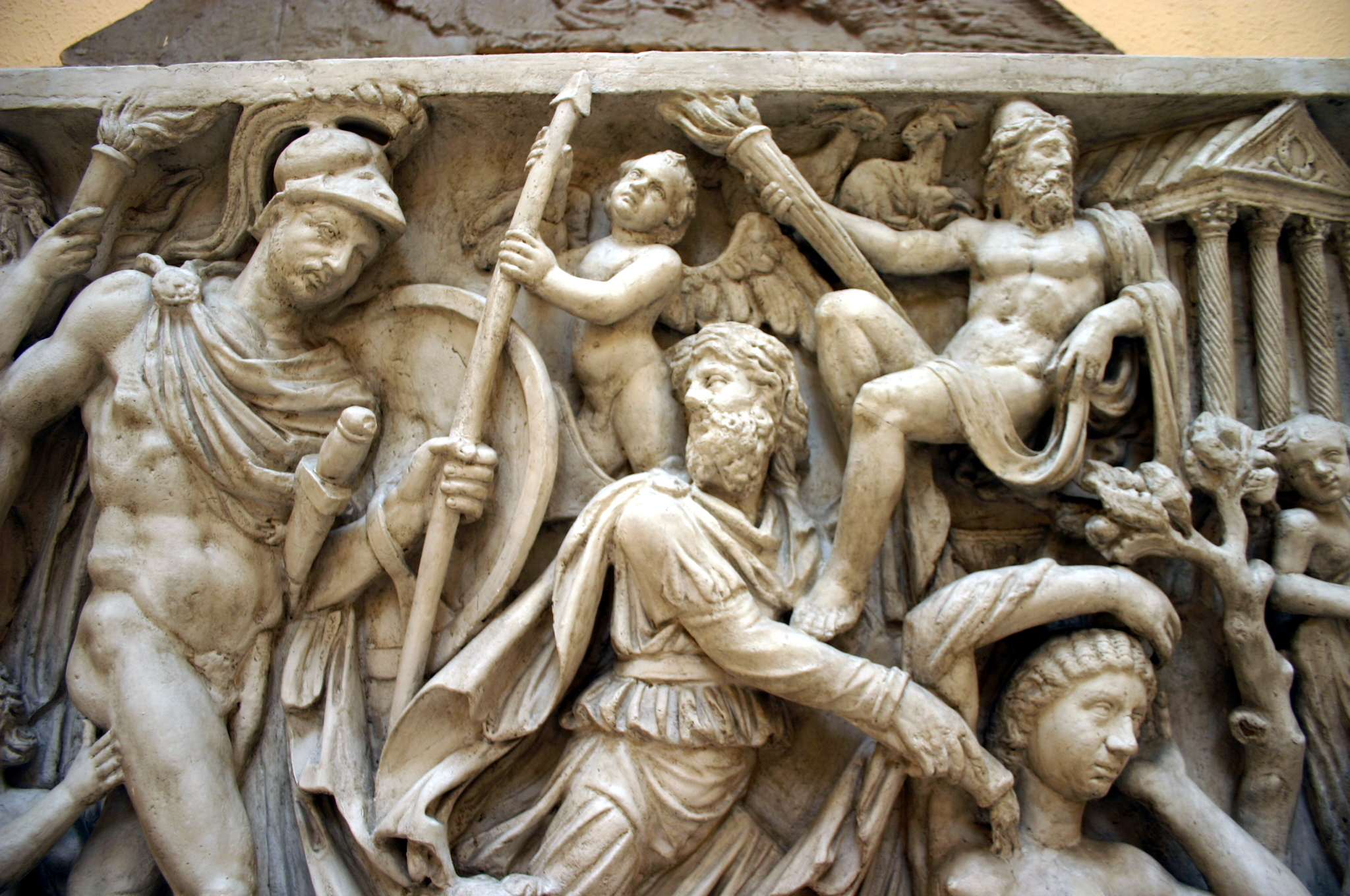
Particolare del calco in gesso della fronte del "Sarcofago Mattei" (III secolo d.C.), conservato presso il Museo della civiltà romana. L'originale del calco è murato nello scalone principale di Palazzo Mattei. Questa fronte del sarcofago, in cui in questa immagine è in primo piano il dio Cupido, intende raffigurare una delle fabulae fondative della civiltà romana: il dio Mars (Marte) che si avvicina a Rhea Silvia (Rea Silvia) addormentata. I gemelli Romulus (Romolo) e Remus (Remo) saranno il frutto della relazione tra il dio e Rhea Silvia, figlia di Numitor (Numitore), questi discendente dell'eroe troiano Aeneas (Enea) e re dei Latini.

Cupìdo (Desiderio, pl. Cupidines) o Amor (Amore, pl. Amores) sono le denominazioni in lingua latina di Eros, dio dell'amore divino e del desiderio sessuale appartenente al pantheon della religione e della mitologia greca.
Da tener presente che:
(Dizionario della civiltà classica ( a cura di F.Ferrari, M. Fantuzzi, M.C. Martinelli, M.S. Mirto). Milano, Rizzoli, 2001, vol.1, p. 719)

## Nella letteratura latina
Riprendendo miti di origine greca, Cicerone riporta che:
(Cicerone, De natura deorum, III, 23. Traduzione di Cesare Marco Calcante, pp. 356-359)
Riguardo ad Amor, riprendendo Esiodo ed Igino e venendo poi ripreso da Virgilio, sempre Cicerone evidenzia:
(Cicerone, De natura deorum, III, 18. Traduzione di Cesare Marco Calcante, pp. 340-341)

## Nell'arte successiva

### Pittura
- Allegoria del trionfo di Venere (1540-1545 circa) di Bronzino.
- Amor vincit omnia (1602) di Michelangelo Merisi da Caravaggio.
- Castigo di Cupido (1613) di Bartolomeo Manfredi.
- Venere dormiente (1625-1630) di Artemisia Gentileschi.
- Venere e Cupido (1647-1651) di Diego Velázquez.
- Saffo e Faone (1809) di Jacques-Louis David.

### Scultura
- Amore e Psiche di Antonio Canova.

### Televisione
- Coop Halliwell di Streghe.

### Musica
- Cupido di Sfera Ebbasta.
- Specchio di Rancore.

## Araldica
In araldica Cupido, detto anche amorino, è rappresentato come un bambino, con due ali sulla schiena, munito di un arco e di una faretra piena di frecce.